# 周磊 (物理学家)
周磊，复旦大学物理学系副主任、教授，主要从事电磁波等方面的研究工作。入选中华人民共和国教育部2009年度"长江学者"特聘教授，中国国家杰出青年基金获得者。曾就读于复旦大学。